# 1939 في سوريا
فيما يلي قوائم الأحداث التي وقعت خلال عام 1939 في سوريا.

## سياسة

### تعيين في المنصب
- 1 يناير – بهيج الخطيب رئيس سوريا.

## مواليد

### يناير
- 1 يناير – جورج طرابيشي كاتب سوري.
- 1 يناير – علي حبيب
- 1 يناير – موفق بني المرجة كاتب ومؤرخ سوري.
- 1 يناير – يوسف صفرا

### ديسمبر
- 21 ديسمبر – وفيق رضا سعيد

## وفيات

### يناير
- 1 يناير – محمد علي العابد (مواليد 1867)